# Clément Chéroux

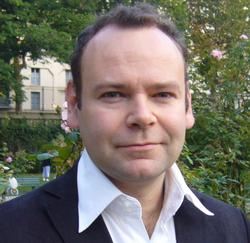
Clement Cheroux, 2010

Clément Chéroux (* 1970) ist ein französischer Fotohistoriker und Autor. Seit 2017 ist er Senior Curator of Photography am SFMOMA in San Francisco.
Chéroux hält einen Master in Ästhetik, Technologie und Bildende Kunst der Universität von Paris VIII, sowie ein Diplom in Fotografie der École Nationale Supérieure de la Photographie in Arles. Er wurde in Kunstgeschichte an der Université Paris I, Panthéon-Sorbonne promoviert. Als Postdoktorand arbeitete er an der Princeton University und war Gastforscher am Photographic Department des J. Paul Getty Museums.
Vor seinem Wechsel an das SFMOMA arbeitete Chéroux seit 2007 als Kurator für Fotografie an der Abteilung für Photographie am Musée National d’Art Moderne des Centre Pompidou in Paris. Von 2013 bis 2016 war er dort leitender Kurator. Parallel dazu unterrichtete er als Dozent für Fotografie an der Université Paris I, Panthéon-Sorbonne, an der Université Paris III und an der Universität Lausanne.

## Auszeichnungen
- Royal Norwegian Order of Merit (Knight) für seine Ausstellung über Edvard Munch,
- Modern Eye
- Nadar Award for Photography Book of the Year für La subversion des images, surréalism, photographie, film (with Quentin Bajac)
- Grand Prix de l’Imaginaire für The Perfect Medium: Photography and the Occult (mit Andreas Fischer).

## Publikationen
- Clément Chéroux, Ute Eskildsen (Hrsg.): Frankierte Fantastereien. Das Spielerische der Fotografie im Medium der Postkarte. Steidl, Göttingen 2007. ISBN 978-3-86521-653-3.
- Diplopie. Bildpolitik des 11. September. Aus dem Französischen von Robert Fajen. Konstanz University Press 2011.

| Personendaten    | Personendaten                          |
| ---------------- | -------------------------------------- |
| NAME             | Chéroux, Clément                       |
| KURZBESCHREIBUNG | französischer Fotohistoriker und Autor |
| GEBURTSDATUM     | 1970                                   |